# Morte di un banchiere
Morte di un banchiere (titolo originale The Duke of York's Steps) è un romanzo poliziesco del 1929 di Henry Wade, pseudonimo utilizzato da Sir Henry Aubrey-Fletcher, scrittore e militare britannico. Il romanzo è il secondo della serie in cui indaga l'ispettore Poole di Scotland Yard.

## Trama
Sir Garth Fratten, presidente della Fratten Bank, la "banca di famiglia", e membro eminente della city londinese, ha ritrovato dopo molti anni un collega di studi, Sir Hunter Lorne, maggiore generale a riposo dell'esercito britannico e attualmente a capo della Victory Finance Company. Lorne propone a Fratten di entrare nel consiglio di amministrazione della Victory, perché il nome di Sir Garth sarebbe per gli investitori una garanzia di qualità e robustezza della società di Lorne.

## Edizioni
- Henry Wade, Morte di un banchiere, traduzione di Oriella Bobba, collana I Classici del Giallo Mondadori, n. 592, Mondadori, 1989,  p. 191.